# Mięsień rylcowo-gnykowy

Mięsień rylcowo-gnykowy

Mięsień rylcowo-gnykowy (łac. musculus stylohyoideus) – w anatomii człowieka parzysty, cienki, wrzecionowaty mięsień szyi, należący do grupy mięśni nadgnykowych. Swoim działaniem unosi i cofa kość gnykową.
Rozpoczyna się na wyrostku rylcowatym kości skroniowej, kończy na kości gnykowej. Towarzyszy brzuścowi tylnemu mięśnia dwubrzuścowego, biegnąc bardziej powierzchownie.
Unaczyniony jest przez gałęzie tętnicy szyjnej zewnętrznej – tętnice: potyliczną i uszną tylną, a unerwiony przez gałąź mięśnia rylcowo-gnykowego od gałęzi dwubrzuścowej nerwu twarzowego.